# (8610) Goldhaber
Pour les articles homonymes, voir Goldhaber.
(8610) Goldhaber est un astéroïde de la ceinture principale.

## Description
(8610) Goldhaber est un astéroïde de la ceinture principale. Il fut découvert le 22 octobre 1977 à Harvard par l'observatoire de l'université Harvard. Il présente une orbite caractérisée par un demi-grand axe de 2,43 UA, une excentricité de 0,17 et une inclinaison de 4,0° par rapport à l'écliptique.

## Compléments